# Cervenia
Cervenia é uma comuna romena localizada no distrito de Teleorman, na região de Muntênia. A comuna possui uma área de 58.59 km² e sua população era de 3165 habitantes segundo o censo de 2007.